# State Grid Corporation of China
State Grid Corporation of China (SGCC)  er et kinesisk elforsyningsselskab. Det er med en omsætning på 265,962 mia. US $ (2011) og 1.583.000 ansatte (2011) også verdens største elforsyningsselskab. Selskabet overfører og distribuer elektricitet i Kina. Hovedæsdet ligger Xicheng-distriktet i Beijing og styrer distribution fra datterselskaber i det nordlige Kina, nordøstlige Kina, østlige Kina, centrale Kina og nordvestlige Kina.
Efter "elværks-elnets-adskillelsesreformen" i 2002 blev aktiverne i State Electric Power Corporation (国家电力公司) delt i fem elproduktions-koncerner som fortsatte driften af kraftværkerne og fem regionale datterselskaber med tilhørsforhold til State Grid Corporation of China. Virksomheden var ifølge Fortune Global 500-rangeringen i 2012 den 7. største i verden.

## Historie
Kina indledte reformerne af landets elsektor i 1986 i en tre-trins etape. I den tredje og sidste etape i 2002 besluttede Folkerepublikken Kinas statsråd at effektuere en plan om at restrukturere landets elsektor i elproduktion og elforsyning, det blev gjort for at skærpe konkurrencen på markedet. State Grid Corporation of China blev etableret 29. december 2002, da restruktureringen delte det tidligere State Power Corporation of China i to elforsyningsselskaber, fem kraftværks-koncerner og fire øvrige selskaber. To elforsyningsselskaber blev skabt inklusive State Grid Corporation of China og det mindre China Southern Power Grid Corporation.